# Martin Kneser

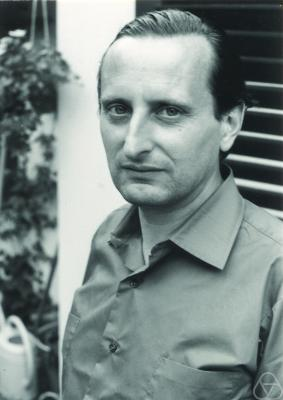
Martin Kneser

Martin Kneser (21 januari 1928 - 16 februari 2004) was een Duits wiskundige. Zijn vader Hellmuth Kneser en zijn grootvader Adolf Kneser waren ook wiskundigen. 
Hij promoveerde in 1950 onder supervisie van Erhard Schmidt aan de Humboldt-universiteit van Berlijn met de dissertatie: Über den Rand von Parallelkörpern.
Naar hem zijn de Kneser-grafen vernoemd die hij in 1955 bestudeerde.
Hij gaf een vereenvoudigd bewijs van de hoofdstelling van de algebra. 
Zijn belangrijkste publicaties gingen over kwadratische vormen en algebraïsche groepen.

## Voetnoten
- (en)  Martin Knesers werk over kwadratische vormen en algebraïsche groepen